# 한국화장품제조
한국화장품제조는 화장품의 ODM(Original Design Manufacturing, 제조업자 개발 생산)을 전문으로 하는 코스피 상장 기업이다.

## 사업
한국화장품제조에서 화장품을 만들면 한국화장품이나 더샘인터내셔날에서 유통하는 구조이다

### 연혁
- 1962년 한국화장품공업(주) 설립
- 1962년 친수성 헤어 정발용 화장품 개발
- 1970년 국내 최초 피부 생리 밸런스의 친수성 화장품 개발
- 1974년 국내 최초 리퀴드 타입 샴푸 개발
- 1978년 한국증권거래소 상장
- 1979년 국내 최초 약산성 화장품 개발
- 1980년 프랑스 로레알그룹과 기술 제휴
- 1981년 랑콤과 기술 제휴
- 1984년 한국능률협회, 3년 연속 한국 최우수 기업상 수상
- 1987년 국내 최초 무스타입 제형 개발
- 1988년 민감성 피부 전용 화장품 개발
- 1988년 국내 최초 리포좀 화장품 개발
- 1993년 블루코스메틱 초립자화에 의한 피부 침투력, 친화력 극대화 기술 개발
- 1993년 이탈리아 인터코스사 제휴
- 1997년 11가지 식물 추출물의 피토캐리어 함유 자연주의 화장품 개발(MME 공법-Technique)
- 1998년 최고 권위의 화장품 학술지 Cosmetics & Toiletries 우수기술혁신상 수상
- 1999년 Water Drop 제형 개발
- 1999년 한국화장품제조 CGMP 사업장으로 인증
- 2001년 국내 최초 피부 노화 및 주름 예방을 위한 핵심 성분 아데노신 함유 화장품 개발
- 2001년 산삼 배양근 추출물 화장품 신원료 개발
- 2001년 국내 최초 자외선 차단 기능성 화장품 허가 획득
- 2005년 국내 최초 마황의 Epedrin 성분이 제거된 기능성 원료 개발
- 2006년 100대 우수 특허 제품 대상 (산업자원부장관상)수상
- 2006년 산삼 배양근 추출물 함유 미백 기능성 화장품 허가 획득
- 2007년 기술혁신경영대상, 대상(신기술 제품 부문)
- 2007년 산업안전경영대상,대상(제조 부문)
- 2007년 국내 최초 내수성 기능성 화장품 허가 취득
- 2008년 국내 최초 비타민 C 유도체의 주름개선 기능성 신소재 허가 취득
- 2009년 한국화장품제조 CGMP 사후 관리 심사 인증 보건산업기술대상 우수상(보건산업진흥원장상) 수상
- 2010년 국내 최초 VCCE의 주름개선, 미백 이중 기능성 성분 개발
- 2010년 압축 파우더 제형의 미백 기능성 화장품 개발
- 2010년 화장품 판매 및 부동산 임대 사업 부문을 인적 분할하여 한국화장품을 설립하였다
- 2011년 한국화장품제조 무재해 7배수 인증 달성(7년)
- 2012년 쓴메밀씨 추출물 함유 미백 기능성 화장품 개발
- 2013년 한국 식품 의약품 안전처로부터 CGMP(우수 화장품 제조 및 품질 관리 기준 적합 업소) 인증
- 2013년 마사지 오일 폼 신제형 개발
- 2014년 국제 우수 화장품 제조 및 품질 관리 기준 ISO 22716 인증

## 본점 및 지점 현황
- 본점: 서울특별시 종로구 청계천로 35 (서린동)
- 음성공장: 충청북도 음성군 삼성면 대성로547번길 74